# エリザベス・サンダース・ホーム
エリザベス・サンダース・ホーム（英語: Elizabeth Saunders Home）は、神奈川県中郡大磯町に澤田美喜が創設した児童養護施設・社会福祉法人。学校法人聖ステパノ学園小学校・中学校が併設されている。

## 概要

### いきさつ
第二次世界大戦後に日本占領のためにやってきたアメリカ軍兵士を中心とした連合国軍兵士と日本人女性の間に強姦や売春、あるいは自由恋愛の結果生まれたものの、両親はおろか周囲からも見捨てられた混血孤児たち（GIベビー）のための施設として、1948年、三菱財閥の創始者・岩崎弥太郎の孫娘である沢田美喜が、財閥整理委員会によって財産税として物納されそうになっていた岩崎家大磯別邸をGHQにかけあって日本政府に指令をだしてもらい、360万5千円を払うことで保持することを許された(ただし財閥親族が取得することは許されないため教会名義とした)。資金は自らの所有物を売却し、また募金集めに奔走してかき集めた。
施設の名前は、聖公会の信者エリザベス・サンダース（40年にもわたって日本に住んだイギリス人女性）が1946年10月に逝去した際、170ドルを遺贈してくれたことにちなみ、「エリザベス・サンダース・ホーム」とした。

### その後
2010年現在1400人の出身者がいる。
1955年10月には、第10回国民体育大会出席の機会に神奈川県内を行幸啓した昭和天皇、香淳皇后の視察先の一つとなった。
1965年には、園児7人をブラジル移民とするべく、沢田自ら引率して「さんとす丸」（最後の移民船）でブラジルを目指すもブラジル政府から上陸を拒否された。その後、1968年に教え子の1人がブラジル政府の黒人移民不歓迎政策を打破して移民し成功している。一方で、沢田美喜の私設秘書を務めていた上海帰りの「殺し屋」と言われた真木一英が、下山事件に絡み、警視庁捜査二課小林刑事に逮捕されている。真木はCIAの協力者であったとの証言があり、同ホームが単なる福祉施設とは言えない面を持っていたと言われている。

### 聖ステパノ学園小学校・中学校
孤児院出身の子どもたちが、小学校、中学校に上がる年齢になり、周囲の「混血児」への偏見・迫害や、学校生活との折り合いの問題などへの対応から、ホームの中に小学校・中学校も設立した。小学校は、1953年に創立され、美喜の戦死した三男・晃の洗礼名から、聖ステパノ学園小学校と命名された。中学校は1959年に併設された。1993年よりは、外部の一般家庭の子弟も募集するようになった。小学校・中学校ともにキリスト教学校教育同盟に加盟している。

## 澤田美喜記念館
沢田美喜は、隠れキリシタンの遺物の収集家でもあった。 日本全国から集められた貴重な資料874点のうち、370点あまりが澤田美喜記念館に展示されている。澤田美喜記念館は1階が展示室と受付、2階に礼拝堂といった構成である。庭には鐘楼がある。

## サンダース・ホームをモデルとした施設が登場するフィクション
- 獅子文六『やっさもっさ』
  - 渋谷実監督による映画化作品には、サンダース・ホームの子供2名が、子役として出演している。
- 少女漫画（バレーボール漫画）『サインはV!」
  - 主人公と同じチームのジュン・サンダースが、サンダース・ホームで育てられた混血の選手として設定されている。
  - TBSのテレビドラマ版『サインはV』（岡田可愛版）では、范文雀扮するジュン・サンダースはジョセフ学園の出身となっている。